# ليفينت يلماز
ليفينت يلماز (بالتركية: Levent Yılmaz)‏ هو لاعب كرة قدم تركي في مركز الهجوم، ولد في 20 يناير 1990 في كارابوك في تركيا. لعب مع نادي كارديمير كارابوك سبور وهاتاي سبور.

## وصلات خارجية
- ليفينت يلماز على موقع اتحاد تركيا (لاعب) (الإنجليزية)
- ليفينت يلماز على موقع قاعدة بيانات كرة القدم.إي يو (الإنجليزية)